# チームNII 6th Stage「專屬派對」
チームNII 6th Stage「專屬派對」（チーム エヌツー シックス ステージ チョアンシューパイトイ）は、SNH48チームNIIの6th公演である。チームNII初のオリジナル公演。SNH48の姉妹グループとしてBEJ48チームJの1st公演である、SNH48の姉妹グループとしてGNZ48チームZの1st公演である。

## 公演内容

### 曲目
オープニングアクト
1. Show Time
（Show Time）

本編
1. overture
（作曲・編曲：尾澤拓実、歌：TAZ）
全SNH48公演共通である。
2. パンドラの音楽ボックス
（潘多拉的音乐盒、作詞：鴨毛、作曲：鴨毛、編曲：郭偉聰）
3. 専属パーティー
（专属派对、作詞：陳立志、作曲：姜帆、編曲：謝維）
4. Shake it!Shake it!
（Shake it!Shake it!、作詞：鴨毛、作曲：鴨毛、編曲：郭偉聰）
5. 揺れるリズム
（摇摆节拍、作詞：謝夢瓊/鴨毛、作曲：鴨毛、編曲：郭偉聰）
6. 私たちは天使じゃない
（我们不是天使、作詞：小7、作曲：姜帆、編曲：郭偉聰）
7. 白昼夢
（白日梦、作詞：陳立志、作曲：魏文超、編曲：楊任銜）
8. 人形
（木偶、作詞：張鵬鵬、作曲：都智文、編曲：楊任銜）
9. Don't touch
（Don't touch、作詞：小7、作曲：都智文、編曲：謝維）
10. ブラックスワン
（黑天鹅、作詞：小7、作曲：鴨毛、編曲：謝維）
11. Funky Night
（Funky Night、作詞：小7、作曲：都智文、編曲：郭偉聰）
12. フォークフォーク
（圈叉圈叉、作詞：鴨毛、作曲：鴨毛、編曲：謝維）
13. スーパーフォーカス
（超级焦点、作詞：陳立志、作曲：都智文、編曲：謝維）
14. 消えないの靑春
（青春不散、作詞：謝夢瓊/鴨毛、作曲：鴨毛、編曲：李軒）

アンコール
1. 不良モデル
（不良示范、作詞：淺紫、作曲：鴨毛、編曲：郭偉聰）
2. 次の明け方
（下一个黎明、作詞：鴨毛、作曲：鴨毛、編曲：郭偉聰）
3. 星に願いを
（星愿、作詞：謝夢瓊、作曲：鴨毛、編曲：謝維）

## SNH48 チームNII 6th Stage「專屬派對」公演
公演期間
2016年7月22日 - 2017年09月16日
出演メンバー
鞠婧禕・萬麗娜・曽艶芬・易嘉愛・趙粵・周怡・羅蘭・林思意・陳問言・李藝彤・黄婷婷・何曉玉・陸婷・馮薪朶・龔詩淇・陳佳瑩・サポートメンバー

ユニット曲担当
- 私たちは天使じゃない（萬麗娜、曽艶芬、易嘉愛）
- 白昼夢（趙粵、周怡、羅蘭、林思意、陳問言）
- 人形（李藝彤）
- Don't touch（黄婷婷、鞠婧禕、何曉玉）
- ブラックスワン（陸婷、馮薪朶、龔詩淇、陳佳瑩）

## BEJ48 チームJ 1st Stage「專屬派對」公演
公演期間
2016年10月29日 -
出演メンバー
陳雅鈺・石羽莎・任玥霖・葉苗苗・李泓瑤・劉閑・孫語姍・單習文・黄恩茹・房蕾・任心怡・楊曄・張懷瑾・張韓紫陌・葛司琪・王雨煊・サポートメンバー

ユニット曲担当
- 私たちは天使じゃない（任玥霖、陳雅鈺、石羽莎）
- 白昼夢（葉苗苗、李泓瑤、劉閑、孫語姍、單習文）
- 人形（黄恩茹）
- Don't touch（房蕾、任心怡、楊曄）
- ブラックスワン（張懷瑾、張韓紫陌、葛司琪、王雨煊）

## GNZ48 チームZ 1st Stage「專屬派對」公演
公演期間
2016年11月20日 - 2017年09月10日
出演メンバー
張心雨・代玲・農燕萍・王盈・龍亦瑞・杜秋霖・楊可璐・陳桂君・趙翊民・陳梓熒・王翠菲・劉嘉怡・楊媛媛・王偲越・王炯義・王秭歆・サポートメンバー

ユニット曲担当
- 私たちは天使じゃない（陳梓熒、王翠菲、劉嘉怡）
- 白昼夢（王盈、龍亦瑞、杜秋霖、楊可璐、陳桂君）
- 人形（趙翊民）
- Don't touch（張心雨、代玲、農燕萍）
- ブラックスワン（楊媛媛、王偲越、王炯義、王秭歆）